# Juegos Olímpicos de Invierno
Los Juegos Olímpicos de Invierno son un evento multideportivo que se celebra cada cuatro años bajo la supervisión y administración del Comité Olímpico Internacional. Incluye deportes de invierno tanto de hielo como de nieve.
El esquí de fondo, el patinaje de velocidad, el patinaje artístico, el hockey sobre hielo, el bobsleigh, la combinada nórdica y los saltos de esquí han formado parte del programa olímpico desde su primera edición. Otros deportes como el luge, el patinaje de velocidad sobre pista corta, el curling o el esquí acrobático se han ido incorporando, mientras que algunos otros como el bandy han sido deportes de exhibición pero nunca han sido incluidos definitivamente en unos Juegos.
Los I Juegos Olímpicos de Invierno se celebraron en la localidad francesa de Chamonix en 1924, aunque con anterioridad el patinaje artístico y el hockey sobre hielo habían formado parte de los juegos de verano. Desde 1924 los juegos se celebraron con una periodicidad de cuatro años, a excepción de los años 1940 y 1944 que no pudieron celebrarse a causa de la Segunda Guerra Mundial. Los Juegos Olímpicos de Invierno se restauraron en Sankt Moritz en 1948. Los juegos se continuaron celebrando cada cuatro años y coincidiendo con los juegos de verano hasta la edición de Albertville en 1992 cuando el COI decidió que los juegos de verano e invierno se celebrarían en años diferentes. Desde la edición de Lillehammer en 1994 los juegos de verano y de invierno se celebran con dos años de diferencia.
Desde sus comienzos los Juegos han sufrido importantes cambios. El crecimiento de la televisión como medio de comunicación global ha incrementado la difusión de los mismos y se han incrementado los ingresos por derechos de televisión y publicidad.
Estados Unidos ha sido el país que en más ocasiones ha organizado los juegos con un total de cuatro, Francia con tres ediciones y Japón, Italia, Suiza, Noruega y Austria con dos se sitúan a continuación. Los Juegos Olímpicos de 2010 se celebraron en Vancouver, con lo que Canadá se unió al grupo de países que han acogido los juegos en dos ocasiones. La edición de 2014 se llevó a cabo en la ciudad de Sochi, es la primera vez que Rusia albergó unos Juegos Olímpicos de Invierno.
Los deportes invernales son populares en regiones del mundo con condiciones climáticas e instalaciones deportivas para la práctica de estos como América del Norte, Europa, Siberia y Asia Oriental, donde los Juegos Olímpicos de Invierno tienen su mayor acogida. Sin embargo, se ha vuelto constante la participación, desde la segunda mitad del siglo XX, en las olímpiadas invernales de países con climas templados y desérticos que poseen infraestructura para preparar deportistas como Australia (el más exitoso de los países sin condiciones invernales), Nueva Zelanda, Sudáfrica, India (deportistas de la India del Norte), Irán, Israel, Uzbekistán, Argentina, Chile, México (deportistas del Norte de México) y Brasil (deportistas de las regiones Sudeste y Sur), los cuales tienen instalaciones naturales y artificiales en sus territorios para practicar deportes de invierno. Y desde comienzos del siglo XXI, países ubicados en la zona intertropical han comenzado su participación en las justas de invierno, aunque en estos casos no poseen ni la infraestructura ni el clima apropiado para la práctica de estos deportes, por lo cual la preparación de estos atletas se realiza fuera de sus países; en otros casos, son extranjeros que se nacionalizan y se preparan en sus lugares de origen y/o con vínculos en los países que representan.

## Historia

### Primeras ediciones

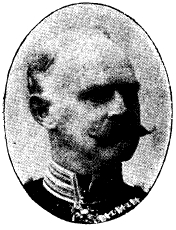
Viktor Gustaf Balck creador de los Juegos Nórdicos precursores de los Juegos Olímpicos de Invierno.

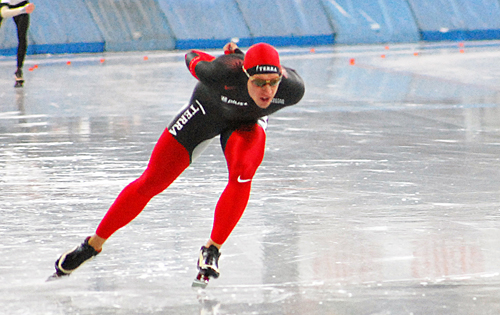
El patinaje de velocidad es deporte olímpico desde la primera edición de los Juegos Olímpicos de Invierno en 1924.

El primer evento multideporte específicamente orientado a deportes de invierno fueron los Juegos Nórdicos, que se celebraron por primera vez en Suecia en 1901. Los Juegos Nórdicos fueron organizados por el general Viktor Gustaf Balck. Su segunda edición se celebró en 1903 y la tercera en 1905, fecha desde la cual se celebraron cada cuatro años hasta 1926. Balck fue miembro original del Comité Olímpico Internacional y amigo personal del fundador de los juegos olímpicos, el barón Pierre de Coubertin. Balck intentó incluir deportes de invierno en el programa de los juegos olímpicos en especial el patinaje artístico. Por fin en los Juegos Olímpicos de Londres 1908, se celebraron cuatro pruebas de patinaje. Ulrich Salchow (10 veces campeón del mundo) y Madge Syers ganaron los títulos individuales.
Tres años después el conde italiano Eugenio Brunetta d'Usseaux propuso al COI la celebración de una semana dedicada a los deportes de invierno como parte del programa olímpico de los Juegos Olímpicos de Estocolmo de 1912, pero los organizadores se opusieron alegando dos motivos: proteger la integridad de los Juegos Nórdicos y la dificultad de acomodar los deportes de invierno en unos juegos de verano. La idea de Eugenio Brunetta volvió a ganar fuerza durante los preparativos de los Juegos Olímpicos de Berlín 1916 e incluso se programó una semana invernal que incluiría pruebas de patinaje de velocidad, patinaje artístico, hockey sobre hielo y esquí nórdico, pero la cancelación de los juegos a causa de la I Guerra Mundial lo impidió.
En los primeros Juegos tras la guerra, los de Amberes en 1920 el patinaje artístico volvió a incluirse en el programa olímpico, en esta ocasión junto al hockey sobre hielo. En el Congreso del COI de 1921 se decidió que los organizadores de los Juegos Olímpicos de París 1924 acogieran también una "Semana Internacional de Deportes de Invierno" bajo el auspicio del COI. Esta semana, aunque al final fueron 11 días, se celebró en Chamonix y se convirtió en un gran éxito. Más de 200 deportistas de 16 países compitieron en 16 pruebas Tan solo participaron 15 mujeres, todas ellas en la competición de patinaje artístico. Los representantes de Finlandia y Noruega dominaron las pruebas. En 1925 el COI decidió crear unos Juegos Olímpicos de Invierno, siendo designados los celebrados en Chamonix como la primera edición de los mismos.

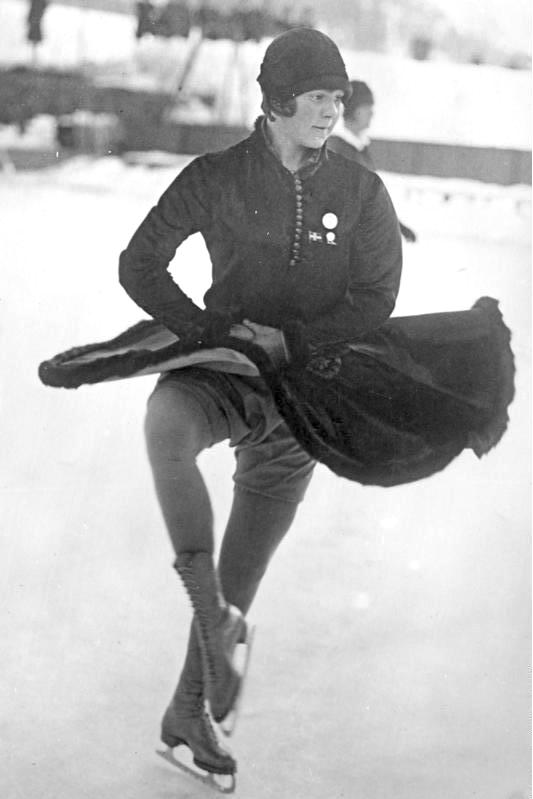
Sonja Henie, se convirtió en la campeona olímpica más joven de la historia hasta ese momento al ganar el oro en patinaje artístico en 1928.

St. Moritz fue seleccionada por el COI para albergar los Juegos Olímpicos de Invierno de 1928. Las variables condiciones meteorológicas condicionaron el desarrollo de los juegos. La ceremonia inaugural se celebró bajo una fuerte ventisca, mientras que la prueba de 10 000 m de patinaje de velocidad tuvo que ser suspendida y oficialmente cancelada sin ganador. De la misma forma la prueba de 50 km de esquí de fondo se disputó bajo una temperatura de 25 °C. La meteorología no fue lo único a destacar de los juegos; la patinadora noruega Sonja Henie se convirtió en la campeona olímpica más joven de la historia al lograr el oro en patinaje artístico a la edad de 15 años. Este récord de precocidad no sería superado hasta 74 años después.
Los Juegos de 1932 se celebraron por primera vez fuera de Europa, en concreto en Lake Placid. Participaron menos atletas que en la edición anterior debido a lo largo y costoso del viaje y a la crisis económica del momento. Los Juegos volvieron a verse afectados por las condiciones climáticas dado que hasta mediados de enero no nevó lo suficiente como para asegurar la celebración de las distintas pruebas. Sonja Henie defendió su título olímpico. Eddie Eagan, que había logrado el oro en boxeo en los Juegos de 1920 logró el oro en la prueba de bobsleigh convirtiéndose en el primer y hasta el momento único deportista en lograr la medalla de oro tanto en unos juegos de verano como de invierno.
La ciudad bávara de Garmisch-Partenkirchen fue la organizadora de los Juegos de 1936 entre los días 6 y 16 de febrero. 1936 fue el último año en que los juegos de verano e invierno se celebraron en el mismo país. El esquí alpino debutó en unos Juegos. Los esquiadores de Suiza y Austria se negaron a participar en protesta por la prohibición del COI de que participaran profesores de esquí, puesto que se les consideraba profesionales.

### Segunda Guerra Mundial
Inicialmente la ciudad japonesa de Sapporo era la elegida para la celebración de la edición de 1940 pero el comienzo de la segunda guerra sino-japonesa provocó que el COI decidiera que fuera la ciudad Suiza de St. Moritz la nueva sede. Tres meses después los enfrentamientos entre el COI y el Comité organizador hicieron que los juegos fueran otorgados a Garmisch-Partenkirchen que ya había acogido la edición anterior, pero finalmente en noviembre de 1939 y debido al comienzo de la Segunda Guerra Mundial, con la invasión de Polonia, tanto los juegos de verano como los de invierno fueron definitivamente cancelados. Los Juegos de 1944 que se debían celebrar en Cortina d'Ampezzo, Italia, también fueron cancelados por la continuación de la guerra.

### De 1948 a 1960
El COI eligió St. Moritz para la celebración de los Juegos de 1948, dado que la ciudad no se había visto afectada por la guerra a causa de la neutralidad de Suiza en la contienda bélica. Además la mayor parte de las instalaciones utilizadas ya habían sido construidas para los Juegos de 1928. Un total de 28 países compitieron en Suiza, aunque los deportistas de Alemania y Japón no fueron invitados. Durante los Juegos se produjo el robo de la bandera olímpica que se había utilizado por primera vez en los Juegos Olímpicos de Amberes 1920. A nivel deportivo fueron los más competitivos de la historia hasta ese momento puesto que hasta 10 países lograron una medalla de oro.
La ciudad noruega de Oslo fue elegida para organizar la edición de 1952. El fuego olímpico fue encendido en el lugar de nacimiento del pionero del esquí Sondre Nordheim. Los relevos de la antorcha fueron realizados por 94 personas todos ellos sobre esquís. El bandy, un deporte muy popular en los países nórdicos similar al hockey, se incluyó como deporte de exhibición.
Tras no poder albergar los Juegos Olímpicos de 1944 a causa de la guerra, Cortina d'Ampezzo, Italia, fue la elegida para organizar los Juegos Olímpicos de 1956. Durante la ceremonia de inauguración se produjo la caída del último relevista, Guido Caroli, lo que estuvo a punto de provocar el apagado de la antorcha. Fueron los primeros Juegos de Invierno televisados, y aunque la venta de derechos televisivos no se empezaría a producir hasta los Juegos de Verano de Roma en 1960, esta edición sirvió para analizar la fiabilidad de las retransmisiones deportivas a gran escala. Estos Juegos supusieron el debut de la Unión Soviética, en unos Juegos Olímpicos de Invierno. El equipo soviético fue líder del medallero.
El COI eligió para organizar los Juegos Olímpicos de Invierno de 1960 a la ciudad de Squaw Valley en Estados Unidos. Dada la escasez de infraestructuras la ciudad se vio sometida a una gran transformación con la construcción de carretera, hoteles, restaurantes, puentes e instalaciones deportivas como el palacio de hielo, la pista de patinaje de velocidad y el trampolín de saltos. Las ceremonias de inauguración y clausura fueron producidas por Walt Disney. Estos Juegos fueron los primeros en los que los deportistas tuvieron a su disposición una villa olímpica, así como los primeros en los que se utilizaron ordenadores para el control de los resultados (cortesía de IBM). Las pruebas de bobsleigh no se celebraron por primera y única vez puesto que el comité organizador consideró que las instalaciones para tal prueba eran demasiado costosas. Las mujeres hicieron su debut en las pruebas de patinaje de velocidad.

### De 1964 a 1980
La ciudad tirolesa de Innsbruck acogió los Juegos Olímpicos de 1964. A pesar de ser una tradicional estación de esquí se produjo escasez de nieve debido a las cálidas condiciones climáticas que se dieron, ello obligó a movilizar al ejército austriaco para traer nieve de otros lugares. La patinadora soviética Lidia Skoblikova hizo historia al lograr la medalla de oro en todas las pruebas disputadas. A lo largo de su carrera totalizaría 6 medallas de oro olímpicas lo que la convierte en la deportista con mayor número de medallas de oro logradas en Juegos Olímpicos de Invierno. Se celebró por primera vez la competición de luge, aunque el deporte recibió una publicidad negativa cuando en una carrera previa a los Juegos falleció un deportista.
Los Juegos de Grenoble en 1968 fueron los primeros en retransmitirse en color en todo el mundo desde el Estadio Olímpico de Grenoble. El francés Jean-Claude Killy se convirtió en el segundo esquiador en ganar el oro en todas las pruebas de esquí alpino celebradas. El comité organizador vendió los derechos televisivos por dos millones de dólares lo que supuso un gran incremento en los ingresos con respecto a los Juegos de Innsbruck donde se vendieron por 936.667 dólares. La distancia entre las distintas sedes de las pruebas obligaron a la construcción de tres villas olímpicas diferentes.
En 1972 los Juegos Olímpicos de Invierno se celebraron por primera vez en Asia. La ciudad de Sapporo en Japón fue la que los albergó. El profesionalismo de los deportistas ocasionó diversos enfrentamientos entre el COI y los comités olímpicos nacionales. Tres días antes del comienzo de los Juegos el presidente del COI Avery Brundage amenazó con prohibir la participación a todos aquellos esquiadores que habían participado en un campeonato en Mammoth Mountain, Estados Unidos, por considerar que habían recibido beneficio económico lo que afectaba directamente a su condición de deportistas amateur. Finalmente al único esquiador al que se le impidió su participación fue al austriaco, Karl Schranz, por ser el que más ingresos había recibido. Canadá no envió equipos a las competiciones de hockey hielo de 1972 y 1976 en protesta por la prohibición de alinear jugadores de sus ligas profesionales. Francisco Fernández Ochoa se convirtió en el primer y único español en lograr una medalla de oro en unos Juegos Olímpicos de Invierno al lograr el triunfo en la prueba de eslalon.
Inicialmente los Juegos Olímpicos de 1976 habían sido otorgados a la ciudad de Denver, Estados Unidos, pero en 1972 los votantes de Colorado expresaron su disconformidad con la celebración de los Juegos mediante un referéndum. Innsbruck, que mantenía las instalaciones construidas para los Juegos de 1964 fue elegida en 1973 para reemplazar a Denver. En esta ocasión se encendieron dos llamas olímpicas por ser la segunda vez que la ciudad albergaba unos Juegos. Fue también la primera ocasión en la que se utilizó la pista combinada de luge y bobsleigh situada en el vecindario de Igls. El equipo de hockey hielo de la Unión Soviética logró su cuarto oro consecutivo.
Los Juegos Olímpicos de 1980 regresaron a Lake Placid donde ya se habían organizado en 1932. La amenaza del boicot se cernió sobre los Juegos puesto que el debate sobre el posible boicot a los Juegos de Moscú de ese verano se desarrolló durante la celebración de los Juegos.  El patinador estadounidense Eric Heiden fue el gran triunfador de los juegos al lograr el oro en las 5 pruebas celebradas en los Juegos. Hanni Wenzel venció en las pruebas de esquí alpino de eslalon y gigante, convirtiendo a su país Liechtenstein en el más pequeño en tener un campeón olímpico. El equipo de hockey hielo de Estados Unidos dio la gran sorpresa el torneo al vencer a la Unión Soviética en un partido denominado el Milagro sobre hielo, logrando posteriormente la medalla de oro.

### 1984 a 1998

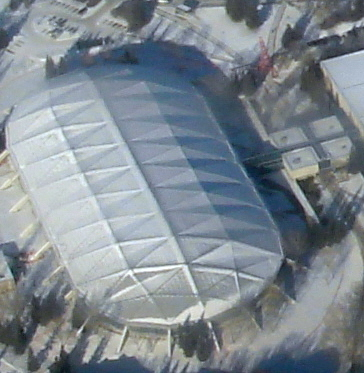
Vista aérea del Óvalo olímpico donde se celebraron las pruebas de patinaje de velocidad en Calgary 1988.

Las ciudades de Sapporo y Goteborg eran las favoritas para ser elegidas como sede de los Juegos Olímpicos de 1984, por ello la elección de Sarajevo fue una gran sorpresa. Los Juegos fueron muy bien organizados y nada hizo presagiar la guerra que pronto asolaría el país. Yugoslavia logró su primera medalla en unos Juegos de Invierno al ser segundo el esquiador Jure Franko en la prueba de eslalon gigante. Otro gran momento de los Juegos se produjo en la prueba de danza en patinaje artístico donde los británicos Jayne Torvill y Christopher Dean lograron puntuaciones perfectas por parte de todos los jueces tras su actuación con música del bolero de Ravel. China regresó a los Juegos después de su ausencia por boicot en los de 1980 y tras llegarse a un acuerdo para que sus atletas desfilaran bajo una bandera especial y un diferente himno nacional.
En 1988 la ciudad canadiense de Calgary, acogió los primeros Juegos con una duración de 16 días. Se incluyeron nuevas pruebas tanto en saltos como en patinaje de velocidad, mientras que el curling, el patinaje de velocidad sobre pista corta y el esquí estilo libre hicieron su aparición como deportes de exhibición.
Por primera vez en unos juegos el patinaje de velocidad se celebró bajo techo, en el Óvalo olímpico. La patinadora neerlandesa Yvonne van Gennip ganó tres medallas de oro y batió dos récords mundiales superando a las favoritas, las patinadoras de la Alemania oriental. En categoría masculina el saltador finlandés Matti Nykänen, logró también tres oros tras vencer todas las pruebas de saltos disputadas. El esquiador Alberto Tomba debutó en unos Juegos Olímpicos logrando las medallas de oro en eslalon y eslalon gigante. Christa Rothenburger que ganó el oro en los 1000 m de patinaje de velocidad se convirtió siete meses después en el primer y único deportista en lograr el mismo año una medalla en los Juegos Olímpicos de Invierno y en los de verano, tras obtener en Seúl una plata en ciclismo en pista.
Los Juegos Olímpicos de 1992 fueron los últimos que se celebraron el mismo año que los juegos de verano. Se organizaron en la ciudad de Albertville en el departamento francés de Saboya. Fueron los primeros juegos olímpicos tras la caída del muro de Berlín. Alemania participó como una única nación por primera vez desde 1964, y las antiguas repúblicas yugoslavas de Croacia y Eslovenia hicieron su debut. La mayor parte de las antiguas repúblicas que formaban la Unión Soviética participaron bajo el nombre de Equipo Unificado a excepción de las tres repúblicas bálticas que lo hicieron ya de forma independiente, por primera vez desde la Segunda Guerra Mundial. El saltador finlandés Toni Nieminen se convirtió, a sus 16 años, en el deportista masculino de menos edad en lograr una medalla de oro en unos Juegos Olímpicos de Invierno. La esquiadora de Nueva Zelanda Annelise Coberger logró la primera medalla en unos Juegos de Invierno para un país del hemisferio sur, al ser segunda en eslalon.
En 1986, el COI decidió el celebrar los Juegos de Verano e Invierno en diferentes años a partir de 1994. Por ello los de Lillehammer fueron los primeros en no coincidir con ninguna edición de los Juegos de Verano (aunque sí coinciden con la realización de la Copa Mundial de Fútbol del año en curso). Tras la disolución de Checoslovaquia en 1993, la República Checa y Eslovaquia hicieron su debut en Lillehammer. La competición femenina de patinaje artístico atrajo una gran expectación puesto que la patinadora estadounidense Nancy Kerrigan había resultado lesionada el 6 de enero tras ser atacada por el exmarido de su compatriota y rival Tonya Harding. Ambas patinadoras compitieron en los Juegos pero ninguna ganó el oro, que recayó en Oksana Baiul, quien dio a Ucrania su primera medalla de oro en unos Juegos Olímpicos de Invierno.

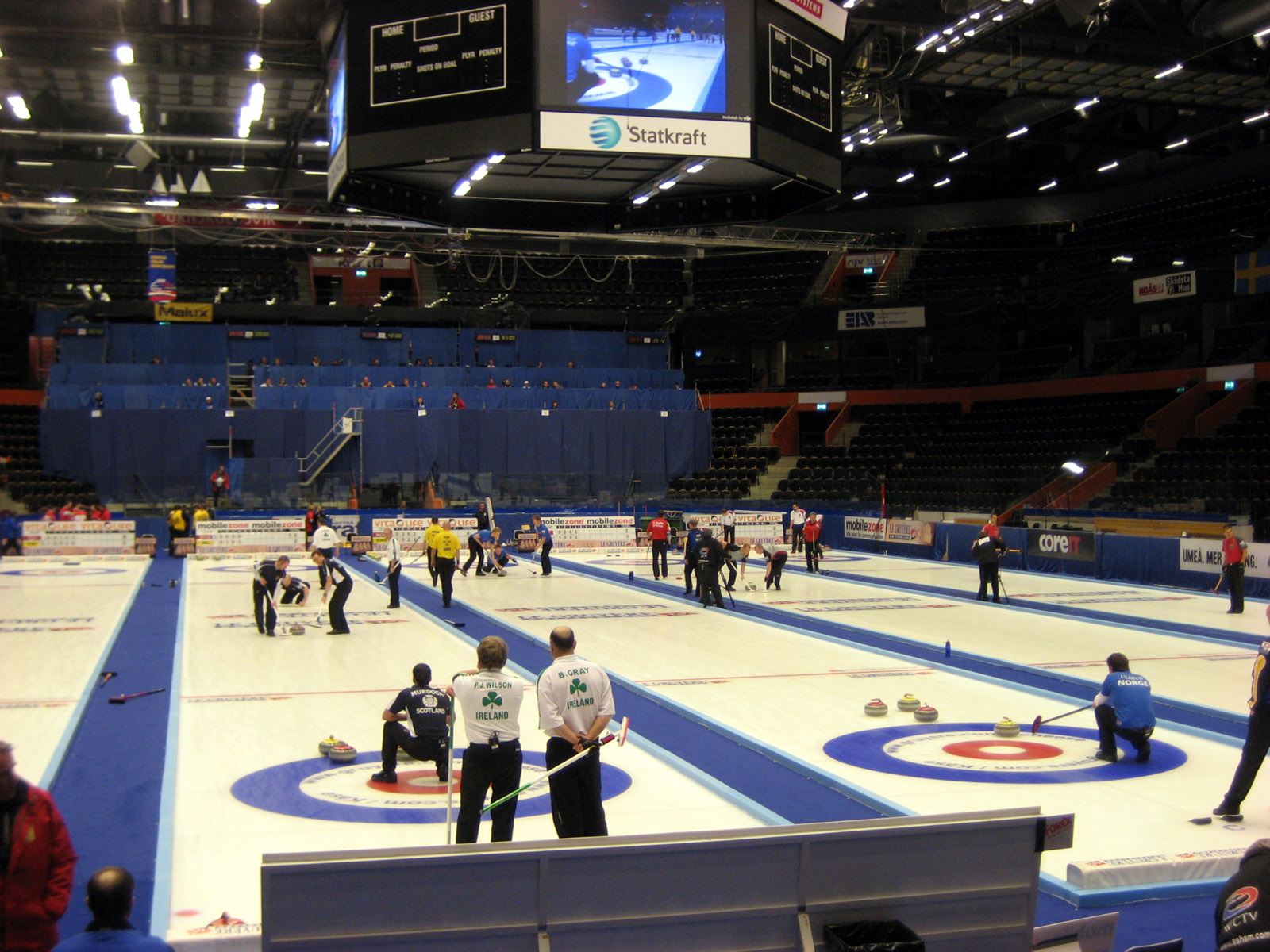
El curling entró en el programa olímpico en los Juegos Olímpicos de Nagano 1998.

Los Juegos Olímpicos de Nagano celebrados en 1998 fueron los primeros en los que la participación superó los 2000 deportistas. Se permitió por primera vez la participación de jugadores profesionales en el torneo de hockey hielo. Los equipos de Canadá y los Estados Unidos eran favoritos al oro por contar con numerosos jugadores de la NHL, pero finalmente el oro fue para la República Checa. También debutó como deporte olímpico el hockey hielo femenino con la victoria de Estados Unidos. El esquiador noruego Bjørn Dæhlie ganó tres medallas de oro en las pruebas de esquí nórdico, lo que sumado a las ganadas en Juegos anteriores le convierten en el deportista con más medallas logradas en Juegos de Invierno (con un total de 12 medallas, 8 de ellas de oro). El esquiador austriaco Hermann Maier sufrió una dura caída en la prueba de descenso pero se recuperó para lograr los títulos de campeón olímpico en supergigante y gigante.

### De 2002 a la actualidad

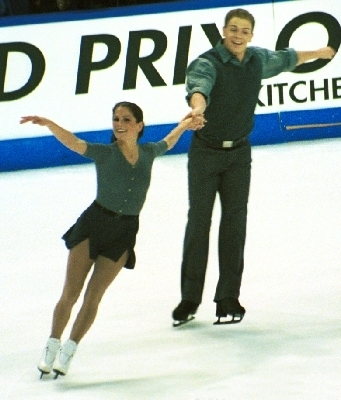
Jamie Salé y David Pelletier compartieron la medalla de oro en patinaje artístico con los patinadores rusos Yelena Berezhnaya y Anton Sikharulidze.

Los Juegos Olímpicos de 2002 se celebraron en Salt Lake City (Utah, Estados Unidos). El alemán Georg Hackl obtuvo una medalla de plata en la prueba individual de luge convirtiéndose en el primer deportista en lograr medalla en una prueba individual en cinco Juegos Olímpicos consecutivos. Canadá consiguió un éxito sin precedentes al lograr la medalla de oro tanto en el torneo masculino como en el femenino de hockey hielo. La competición de patinaje artístico por parejas estuvo marcada por el escándalo, inicialmente el oro recayó en la pareja rusa formada por Yelena Berezhnaya y Anton Sikharulidze en detrimento de la pareja canadiense compuesta por Jamie Salé y David Pelletier. A pesar de que Sikharulidze había realizado cuanto menos un error grave durante su actuación, cinco (los pertenecientes a Rusia, China, Ucrania, Polonia y Francia) de los nueve jueces dieron como vencedora a la pareja rusa. Una investigación posterior demostró que la jueza francesa había accedido a dar una puntuación superior a la merecida a los representantes rusos a cambio de que en la prueba de danza la pareja francesa fuese mejor puntuada. El COI decidió otorgar dos medallas de oro en una ceremonia celebrada después de los Juegos. El australiano Steven Bradbury se convirtió en el primer campeón olímpico en unos Juegos de Invierno de un país del hemisferio sur, al vencer en la prueba de 1000 m de patinaje de velocidad sobre pista corta.
La ciudad italiana de Turín fue la elegida para celebrar los Juegos Olímpicos de 2006. Era la segunda vez que Italia acogía unos Juegos de Invierno. Los patinadores de Corea del Sur dominaron las pruebas de patinaje de velocidad sobre pista corta. Sun-Yu Jin ganó tres medallas de oro mientras que su compatriota Hyun-Soo Ahn ganó tres oros y un bronce. En la prueba por equipos de persecución de esquí de fondo la canadiense Sara Renner rompió uno de sus bastones. Cuando el entrenador noruego Bjørnar Håkensmoen observó el incidente decidió entregarle un nuevo bastón. De esta forma el equipo canadiense pudo finalizar en segunda posición y obtener la plata. Noruega finalizó en cuarta posición. Duff Gibson se convirtió en el deportista de mayor edad en obtener un oro olímpico en unos Juegos de Invierno al lograr el oro en skeleton a los 39 años de edad. Alemania terminó liderando el medallero.

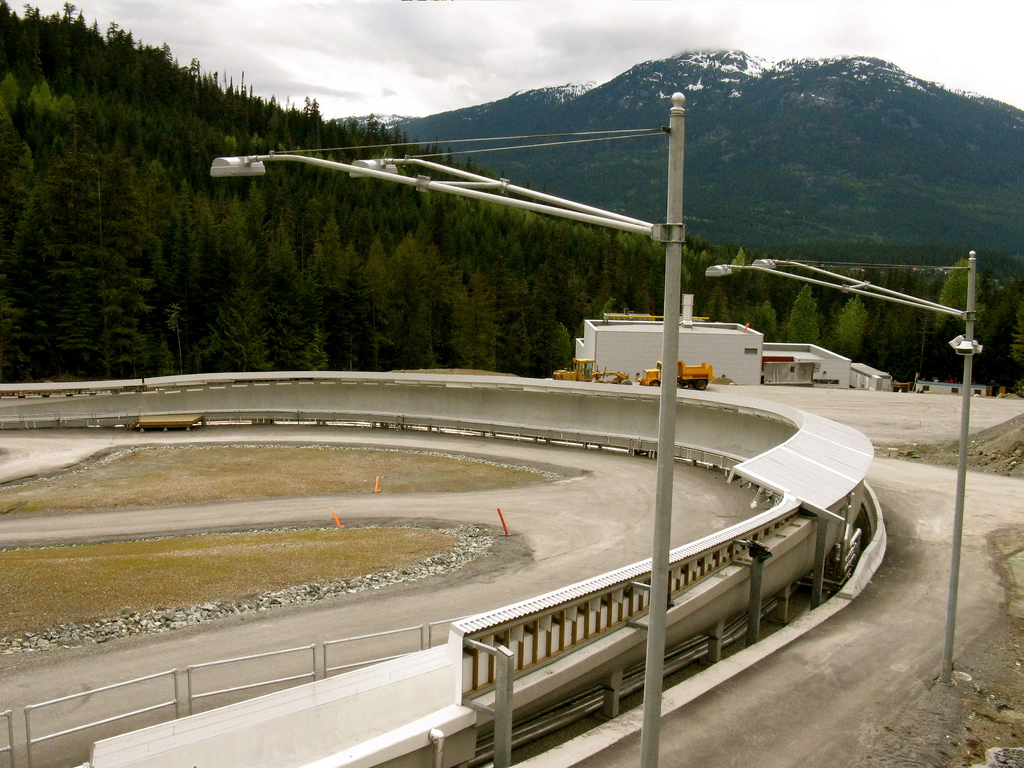
Vista parcial de la pista de deslizamiento de Whistler, donde falleció Kumaritashvili.

En 2003 el COI decidió que la edición de 2010 de los Juegos se organizara en la ciudad canadiense de Vancouver. Con una población de 2 millones y medio de habitantes, Vancouver se convirtió en la ciudad de mayor tamaño en organizar unos Juegos Olímpicos de Invierno. La mayor parte de las pruebas se disputaron en el área metropolitana de la ciudad a excepción del esquí alpino, el luge, el skeleton y el bobsleigh que lo hicieron en Whistler.
El 7 de julio de 2007 Sochi en Rusia fue elegida como sede de los Juegos de 2014. Para ello tuvo que derrotar en las votaciones a Salzburgo y Pieonchang. Los juegos iniciaron el 7 de febrero de 2014. Sochi es la primera ciudad con un clima subtropical húmedo en albergar los Juegos. El estadio y la villa olímpica están localizados en la costa del mar Negro. Las pruebas de esquí alpino se celebran en la región de Krasnaya Polyana.
El 6 de julio de 2011, Pieonchang en Corea del Sur fue elegida sede de los Juegos de 2018, dando inicio el 8 de febrero de 2018.

## Comercialización
Como presidente del COI entre 1952 y 1972, Avery Brundage rechazó todos los intentos de vincular los juegos olímpicos con intereses comerciales al considerar que el movimiento olímpico debía permanecer ajeno a la influencia financiera. Los Juegos Olímpicos de Roma en 1960 marcaron la aparición de los patrocinadores privados. Brundage recibió de mala gana dicho hecho. A pesar de su oposición a lo largo de toda la década de 1960, los ingresos generados por las empresas patrocinadoras aumentaron. Pero en los Juegos Olímpicos de Grenoble 1968, Brundage se encontraba preocupado por el camino hacia la comercialización que estaban siguiendo los Juegos Olímpicos de Invierno, sintiendo que los mismos debían ser abolidos. La oposición de Brundage a la entrada de financiación privada provocó que tras su retirada el COI tan solo tuviera un activo de dos millones de dólares. Ocho años después habían aumentado hasta los 45 millones fundamentalmente por el cambio de mentalidad de los miembros del COI hacia la entrada de patrocinadores privados y a la venta de los derechos televisivos. La influencia y el poder de la televisión han provocado que en cada edición de los Juegos los derechos televisivos hayan sido cada vez más costosos. Así en 1998 la CBS compró los mismos por 375 millones de dólares mientras que en 2002 la NBC lo hizo por 613. El poder de la televisión ha sido tan grande que en ocasiones algunas pruebas han modificado su horario para poder ser emitidas en horario de máxima audiencia.
En 1986, el COI decidió que los juegos de verano e invierno no coincidieran en el mismo año. Se tomó dicha decisión para dar una mayor importancia a los juegos de invierno que con el anterior calendario se veían afectados por la importancia de los de verano. Se decidió que 1992 fuera el último año en que coincidieran.
Hubo dos grupos de presión para fomentar esta decisión, por una parte el grupo de presión televisivo consideraba que era difícil aumentar los ingresos por publicidad si ambos Juegos coincidían en un mismo año y por otro lado el deseo del COI de maximizar los beneficios generados por los Juegos.

## Controversia

Juan Antonio Samaranch presidente del COI en el momento de la elección de Salt Lake City como anfitriona de los Juegos Olímpicos de 2002.

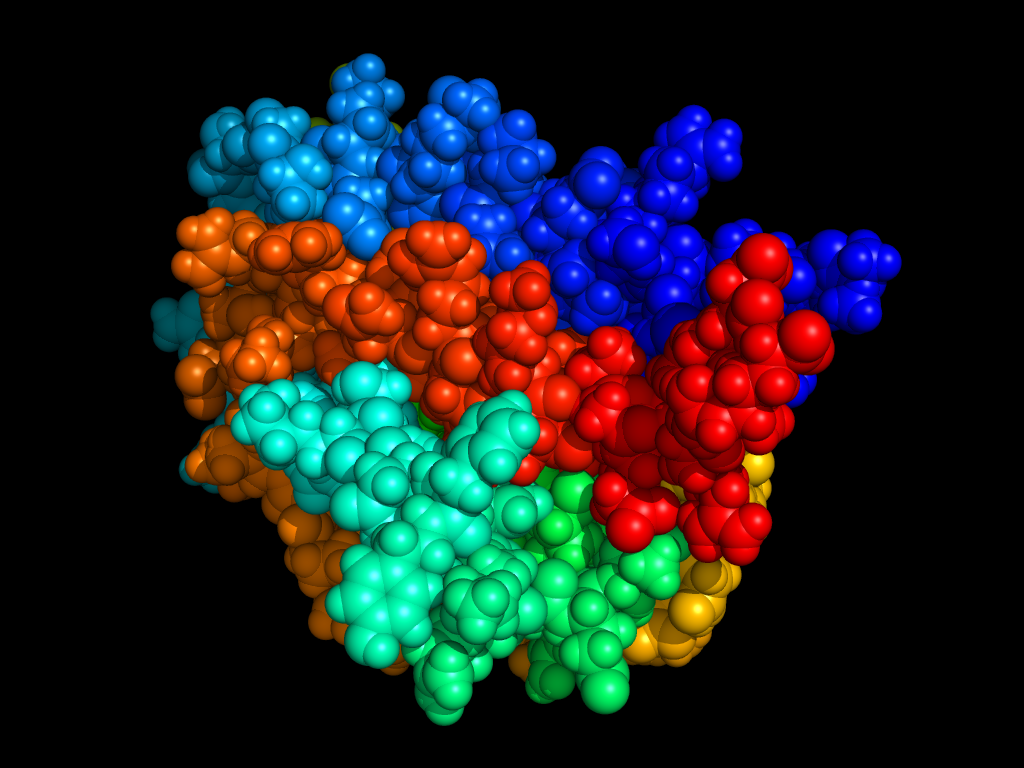
Representación de la eritropoyetina, hormona empleada en el dopaje sanguíneo.

Los Juegos Olímpicos de Invierno no han sido ajenos a las controversias. Dos de las más recientes sucedieron en los Juegos Olímpicos de Salt Lake City en 2002. La primera sucedió antes del comienzo de los juegos. Tras la elección de  Salt Lake City como ciudad a organizar los juegos, se descubrió que los organizadores habían entregado regalos y otros favores como por ejemplo tratamiento médico a familiares o becas de estudios a los miembros del COI con la intención de obtener votos que le permitieran ser elegida como sede. Incluso el presidente del COI, Juan Antonio Samaranch, recibió dos rifles de regalo valorados en 2000 dólares. Samaranch se defendió alegando que el regalo no tenía más importancia puesto que él no era miembro con derecho a voto, y que los rifles serían expuestos en el Museo Olímpico de Lausana. La posterior investigación concluyó con la expulsión del COI de diez miembros y con sanciones a otros diez. Se descubrieron otras irregularidades producidas en la elección de las sedes tanto de los Juegos de Verano como de Invierno desde la edición de 1988. Por ejemplo, los regalos recibidos por los miembros del COI de los organizadores de los Juegos de Nagano fueron descritos como «astronómicos». Aunque nada de lo hecho era ilegal, el temor a que las empresas patrocinadoras perdieran la fe en la integridad del movimiento olímpico y retiraran su apoyo, llevó a la aprobación de reglas más estrictas en los procesos de elección de las ciudades candidatas así como a fijar nuevos límites en la edad y el tiempo de mandato de los miembros del COI.

### Esteroides
En 1967, el COI comenzó a realizar los primeros controles antidopaje. Inicialmente en los Juegos Olímpicos de 1968 se realizaron de forma aleatoria. El primer atleta en dar positivo en un control antidopaje fue el jugador de hockey hielo alemán Alois Schloder, al que se le detectó efedrina en su organismo. Por ello fue descalificado del torneo aunque a su equipo se le permitió seguir compitiendo. Durante los años 1970 el número de controles fue en aumento y sirvió de medida disuasoria para la utilización de sustancias prohibidas. El problema existente es que no existían procedimientos de control estandarizados, lo que afectaba a la credibilidad de los resultados. No fue hasta la década de 1980 cuando las diferentes federaciones empezaron a coordinar sus esfuerzos para estandarizar los protocolos de análisis. El COI decidió tomar un papel protagonista en la lucha contra los esteroides, creando la Agencia Mundial Antidopaje en noviembre de 1999. Los Juegos Olímpicos de Turín en 2006 estuvieron salpicados por la tendencia a la utilización de dopaje sanguíneo, bien mediante transfusiones bien mediante hormonas sintéticas como la eritropoyetina (EPO) para mejorar la oxigenación de la sangre y reducir la fatiga. La policía italiana realizó una redada durante los Juegos en la residencia del equipo austriaco de esquí de fondo, incautando muestras y equipamiento para el dopaje sanguíneo. A ello se añadió la suspensión de 12 esquiadores previamente al comienzo de los Juegos por valores de hemoglobina inusuales, lo que es evidencia del dopaje sanguíneo. Ya en los Juegos de 2002, tres esquiadores habían perdido sus medallas por dar positivo en controles antidopaje.

## Política

### Guerra Fría
Desde la incorporación al movimiento olímpico de la Unión Soviética en la edición de 1956, los Juegos Olímpicos sirvieron de escenario propicio para la confrontación ideológica entre ambos bloques. Tanto los soviéticos como los estadounidenses utilizaron los Juegos como herramienta de propaganda y de demostración de las ventajas de sus sistemas políticos. Los deportistas triunfadores eran homenajeados y condecorados por sus respectivos países. La ganadora de tres medallas de oro olímpicas, la soviética Irina Rodnina fue condecorada con la Orden de Lenin tras su victoria en Innsbruck en 1976. Junto con la condecoración se recibía una compensación económica que oscilaba entre los 4.000 y los 8000 dólares. Mientras que el récord del mundo se recompensaba con 1500 dólares. Los Estados Unidos respondieron con gratificaciones de 25.000 dólares por el oro, 15.000 por la plata y 10 000 por el bronce.
La Guerra Fría creó tensiones entre los países aliados con una u otra de las superpotencias. Uno de los temas más espinosos para el COI fue el reconocimiento de las dos Alemanias. En 1948 no se permitió a Alemania participar en los Juegos. En 1950, el COI reconoció el Comité olímpico de Alemania Occidental. Y por ello fue un equipo formado solo por deportistas de la Alemania Occidental los que representaron a Alemania en los Juegos de 1952 celebrados en Oslo, aunque Alemania Oriental había sido invitada para formar un equipo unificado pero declinó la oferta. En 1955 la Unión Soviética reconoció a Alemania Oriental como un estado soberano, dando de este modo mayor credibilidad a la campaña de Alemania Oriental de participar en los juegos olímpicos como un país independiente. El COI reconoció provisionalmente el Comité olímpico de Alemania Oriental pero bajo la condición de que ambas Alemanias compitieran como un único equipo. Esta decisión se tomó porque Alemania Occidental había adoptado la doctrina Hallstein, que prohibía mantener relaciones con cualquier país que reconociera la soberanía de Alemania Oriental. La situación se volvió aún más tensa con la construcción del muro de Berlín en 1962. Muchos países occidentales, como Francia o Estados Unidos, no facilitaron visados a los atletas de Alemania Oriental para competir en sus territorios. El compromiso de competir bajo una misma bandera se prolongó hasta los Juegos de 1968 celebrados en Grenoble, cuando el COI reconoció a ambas Alemanias y amenazó con no otorgar la organización de unos Juegos Olímpicos a aquellos países que no proporcionaran visados a los atletas de Alemania Oriental.

### Boicot
Mientras que los juegos de verano han sufrido numerosos boicots a lo largo de la historia, los juegos de invierno solo han sufrido el boicot de un único comité olímpico nacional. Fue el caso de Taiwán que decidió no acudir a los Juegos de Lake Placid en 1980. La causa del boicot fue la decisión del COI de permitir la participación de China en los juegos por primera vez desde 1952. China lo haría bajo el nombre de República Popular de China y bajo la bandera y el himno chinos. Hasta ese momento Taiwán había estado compitiendo bajo el mismo nombre, bandera e himno. El COI decidió que Taiwán dejara de utilizar dicho nombre, renombrándolo como China Taipéi y forzándolo a utilizar otra bandera e himno. Taiwán rechazó la resolución del COI y cuando sus atletas llegaron a la villa olímpica lo hicieron bajo el nombre de República Popular de China. Esto provocó que sus tarjetas de identificación no fueran aceptadas y la delegación optó por abandonar los juegos justo antes de la ceremonia de inauguración.

## Deportes
En el artículo 6 del capítulo 1 de la carta olímpica de 2007, se define deporte de invierno como aquel «deporte que se practica sobre hielo o nieve». A lo largo de los años el número de deportes y pruebas ha ido incrementándose.

### Deportes y disciplinas actuales
| Deporte                              | Años                  | N.º de pruebas | Pruebas actuales |
| ------------------------------------ | --------------------- | -------------- | --- |
| Biatlón                              | Desde 1960            | 11             | - Sprint - Individual - Persecución - Relevos - Salida en masa                                                                         |
| Bobsleigh                            | Desde 1924            | 2              | - Prueba masculina y femenina. |
| Combinada nórdica                    | Desde 1924            | 3              | - 10 km y salto en trampolín normal - 10 km y salto en trampolín largo - Equipos                                                       |
| Curling                              | Desde 1924            | 2              | Prueba masculina y femenina. |
| Esquí acrobático                     | Desde 1992            | 6              | Moguls, aerials y skicross y slopestyle .                                                                                              |
| Esquí alpino                         | Desde 1936            | 10             | - Descenso - Eslalon supergigante - Eslalon gigante - Eslalon - Combinada alpina                                                       |
| Esquí de fondo                       | Desde 1924            | 12             | - Sprint individual - Sprint por equipos - 30/15 km doble persecución - 15/10 km clásico - 50/30 km estilo libre - 4x10/4x5 km relevos |
| Hockey hielo                         | Desde 1920            | 2              | Prueba masculina y femenina. |
| Luge                                 | Desde 1964            | 3              | Individual y dobles. |
| Patinaje artístico                   | Desde 1924            | 4              | Individual femenino, individual masculino, parejas de libre y parejas de danza                                                         |
| Patinaje de velocidad                | Desde 1924            | 12             | - 500 metros, 1000 metros - 1500 metros, 5000 metros - 3000 metros femeninos - 10 000 metros masculinos - Persecución por equipos      |
| Patinaje de velocidad en pista corta | Desde 1992            | 8              | - 500 metros, 1000 metros, 1500 metros - 3000 metros relevos femeninos - 5000 metros relevos masculinos                                |
| Saltos de esquí                      | Desde 1924            | 3              | Trampolín normal, trampolín largo y equipos                                                                                            |
| Skeleton                             | 1924; 1948 Desde 2002 | 2              | Pruebas masculina y femenina. |
| Snowboard                            | Desde 1998            | 6              | - Eslalon - Eslalon gigante - Half-pipe - Snowboard cross                                                                              |

1. ↑  En los Juegos Olímpicos de Amberes 1920 se celebró un torneo de hockey hielo.
2. ↑  En los Juegos Olímpicos de Londres 1908 y Amberes 1920 se celebraron pruebas de patinaje artístico.

### Disciplinas excluidas de los Juegos
- La patrulla militar, precursora del biatlón, fue un deporte oficial en los primeros Juegos Olímpicos de Invierno en 1924 y de demostración en los de 1928, 1936 y 1948.[125]
- Las figuras especiales de patinaje artístico solo formaron parte del programa olímpico en los Juegos Olímpicos de 1908.[126]

### Deportes de exhibición
- El bandy, deporte similar al hockey hielo que se juega con una pelota en vez de con el puck muy popular en los países nórdicos y la ex-URSS, fue deporte de exhibición en los Juegos Olímpicos de Oslo en 1952.[127]
- El Ice stock sport, es una variante alemana del curling, que fue deporte de exhibición en los Juegos Olímpicos de Garmisch-Partenkirchen en 1936 y en los Juegos Olímpicos de Innsbruck en 1964.[16]
- El esquí acrobático (o ballet) fue deporte de exhibición en 1988 y 1992. Este deporte ha ido perdiendo popularidad y desde el año 2000 la Federación Internacional de Esquí no celebra ninguna competición oficial.[127]
- El skijöring, esquí arrastrado por perros, fue deporte de exhibición en St. Moritz en 1928.[127]
- Las carreras de trineos tirados por perros fueron deporte de exhibición en los Juegos Olímpicos de Lake Placid en 1932.[127]
- El esquí de velocidad fue de exhibición en Albertville 1992.[128]
- El pentatlón de invierno, una variante del pentatlón moderno fue incluido en los Juegos Olímpicos de Sankt Moritz en 1948. Incluía esquí de fondo, descenso, esgrima, equitación y tiro.[129]

## Sedes
Al contrario de lo que sucede con los Juegos Olímpicos de Verano, las ediciones de los juegos de invierno suspendidas a causa de la Segunda Guerra Mundial (1940 y 1944) no forman parte de la numeración romana oficial.
| Año  | Sede                           | Sede           | Duración                                  | Países                                    | Atletas                                   | Eventos                                   | País ganador                              |
| ---- | ------------------------------ | -------------- | ----------------------------------------- | ----------------------------------------- | ----------------------------------------- | ----------------------------------------- | ----------------------------------------- |
| 1924 | Chamonix                       | Francia        | 25 de enero 5 de febrero                  | 16                                        | 292                                       | 18                                        | Noruega                                   |
| 1928 | Sankt Moritz                   | Suiza          | 11 de febrero 19 de febrero               | 25                                        | 464                                       | 14                                        | Noruega                                   |
| 1932 | Lake Placid                    | Estados Unidos | 4 de febrero 15 de febrero                | 17                                        | 252                                       | 14                                        | Estados Unidos                            |
| 1936 | Garmisch-Partenkirchen         | Alemania       | 6 de febrero 16 de febrero                | 28                                        | 668                                       | 17                                        | Noruega                                   |
| 1940 | Sapporo Garmisch-Partenkirchen | Japón Alemania | Suspendidos por la Segunda Guerra Mundial | Suspendidos por la Segunda Guerra Mundial | Suspendidos por la Segunda Guerra Mundial | Suspendidos por la Segunda Guerra Mundial | Suspendidos por la Segunda Guerra Mundial |
| 1944 | Cortina d'Ampezzo              | Italia         | Suspendidos por la Segunda Guerra Mundial | Suspendidos por la Segunda Guerra Mundial | Suspendidos por la Segunda Guerra Mundial | Suspendidos por la Segunda Guerra Mundial | Suspendidos por la Segunda Guerra Mundial |
| 1948 | Sankt Moritz                   | Suiza          | 30 de enero 8 de febrero                  | 28                                        | 669                                       | 22                                        | Noruega                                   |
| 1952 | Oslo                           | Noruega        | 14 de febrero 25 de febrero               | 30                                        | 694                                       | 22                                        | Noruega                                   |
| 1956 | Cortina d'Ampezzo              | Italia         | 26 de enero 5 de febrero                  | 32                                        | 820                                       | 26                                        | Unión Soviética                           |
| 1960 | Squaw Valley                   | Estados Unidos | 18 de febrero 28 de febrero               | 30                                        | 665                                       | 27                                        | Unión Soviética                           |
| 1964 | Innsbruck                      | Austria        | 29 de enero 9 de febrero                  | 36                                        | 1.091                                     | 34                                        | Unión Soviética                           |
| 1968 | Grenoble                       | Francia        | 6 de febrero 18 de febrero                | 37                                        | 1.158                                     | 35                                        | Noruega                                   |
| 1972 | Sapporo                        | Japón          | 3 de febrero 13 de febrero                | 35                                        | 1.006                                     | 35                                        | Unión Soviética                           |
| 1976 | Innsbruck                      | Austria        | 4 de febrero 15 de febrero                | 37                                        | 1.123                                     | 37                                        | Unión Soviética                           |
| 1980 | Lake Placid                    | Estados Unidos | 13 de febrero 24 de febrero               | 37                                        | 1.072                                     | 38                                        | Unión Soviética                           |
| 1984 | Sarajevo                       | Yugoslavia     | 8 de febrero 19 de febrero                | 49                                        | 1.272                                     | 49                                        | República Democrática Alemana             |
| 1988 | Calgary                        | Canadá         | 13 de febrero 28 de febrero               | 57                                        | 1.423                                     | 46                                        | Unión Soviética                           |
| 1992 | Albertville                    | Francia        | 8 de febrero 23 de febrero                | 64                                        | 1.801                                     | 57                                        | Alemania                                  |
| 1994 | Lillehammer                    | Noruega        | 12 de febrero 27 de febrero               | 67                                        | 1.006                                     | 61                                        | Rusia                                     |
| 1998 | Nagano                         | Japón          | 7 de febrero 22 de febrero                | 72                                        | 2.176                                     | 72                                        | Alemania                                  |
| 2002 | Salt Lake City                 | Estados Unidos | 8 de febrero 24 de febrero                | 77                                        | 2.399                                     | 78                                        | Noruega                                   |
| 2006 | Turín                          | Italia         | 10 de febrero 26 de febrero               | 80                                        | 2.633                                     | 84                                        | Alemania                                  |
| 2010 | Vancouver                      | Canadá         | 12 de febrero 28 de febrero               | 82                                        | 2.632                                     | 86                                        | Canadá                                    |
| 2014 | Sochi                          | Rusia          | 7 de febrero 23 de febrero                | 88                                        | 2.871                                     | 98                                        | Rusia                                     |
| 2018 | Pieonchang                     | Corea del Sur  | 9 de febrero 25 de febrero                | 92                                        | 2.920                                     | 102                                       | Noruega                                   |
| 2022 | Pekín                          | China          | 4 de febrero 20 de febrero                | 91                                        | 2.900                                     | 109                                       | Noruega                                   |
| 2026 | Milán/Cortina d'Ampezzo        | Italia         | 6 de febrero 22 de febrero                |                                           |                                           | 116                                       |                                           |
| 2030 | Alpes franceses                | Francia        | 1 de febrero 17 de febrero                |                                           |                                           |                                           |                                           |
| 2034 | Salt Lake City                 | Estados Unidos | 10 de febrero 26 de febrero               |                                           |                                           |                                           |                                           |